# Atlantica SuperSplash
Atlantica SuperSplash is een waterachtbaan in het Duitse attractiepark Europa-Park en staat in het themagebied Portugal.
De achtbaan is in 2005 gebouwd door Mack Rides in verband met het 30-jarige bestaan van het park. De baan is 30 meter hoog en bereikt een maximale snelheid van 80 km/u. De achtbaan is eigenlijk een grote glijbaan met twee afdalingen. De laatste afdaling zorgt voor een snelheid van 80 km/u en veroorzaakt een flink splash in het water. Dit model SuperSplash Atlantica is uitgerust met twee draaischijven om de layout compact te houden.
De attractie Walrus Splash in Chimelong Ocean Kingdom is een exacte kopie van Atlantica SuperSplash.
Lijst van attracties in Europa-Park